# Baltoro Muztagh
Das Baltoro Muztagh ist ein Gebirgszug im Karakorum. Hier befinden sich die vier Achttausender des Karakorum (K2, Broad Peak, Hidden Peak und Gasherbrum II), sowie etliche Siebentausender (Gasherbrum III, IV, Skil Brum, Muztagh Tower etc.) und Sechstausender (z. B. die Trango-Türme).

## Lage

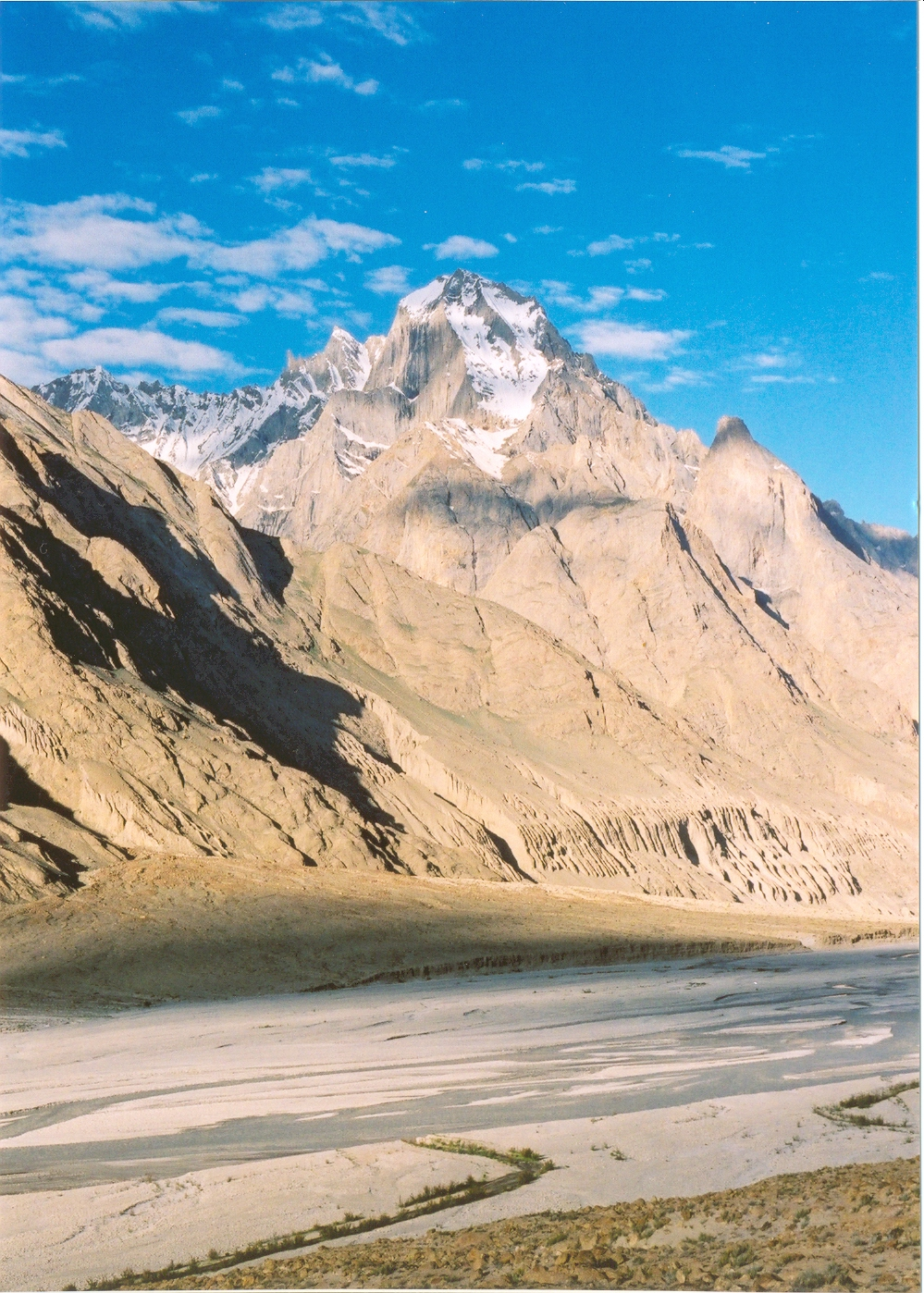
Der Paiju Peak am Westende des Baltoro Muztagh

Das Baltoro Mustagh erstreckt sich nördlich und östlich des Baltoro-Gletschers Auf der Südseite des Gletschers liegen die Masherbrum-Berge mit u. a. Masherbrum, Chogolisa und Baltoro Kangri. Von der westlichsten Berggruppe abgesehen liegt auf der Nordseite des Baltoro Muztagh der Sarpo-Laggo-Gletscher, der nach Nordosten Richtung Shaksgam-Tal fließt. Dieses breite Tal bildet die östliche Grenze der Berggruppe.

## Berge und Gletscher

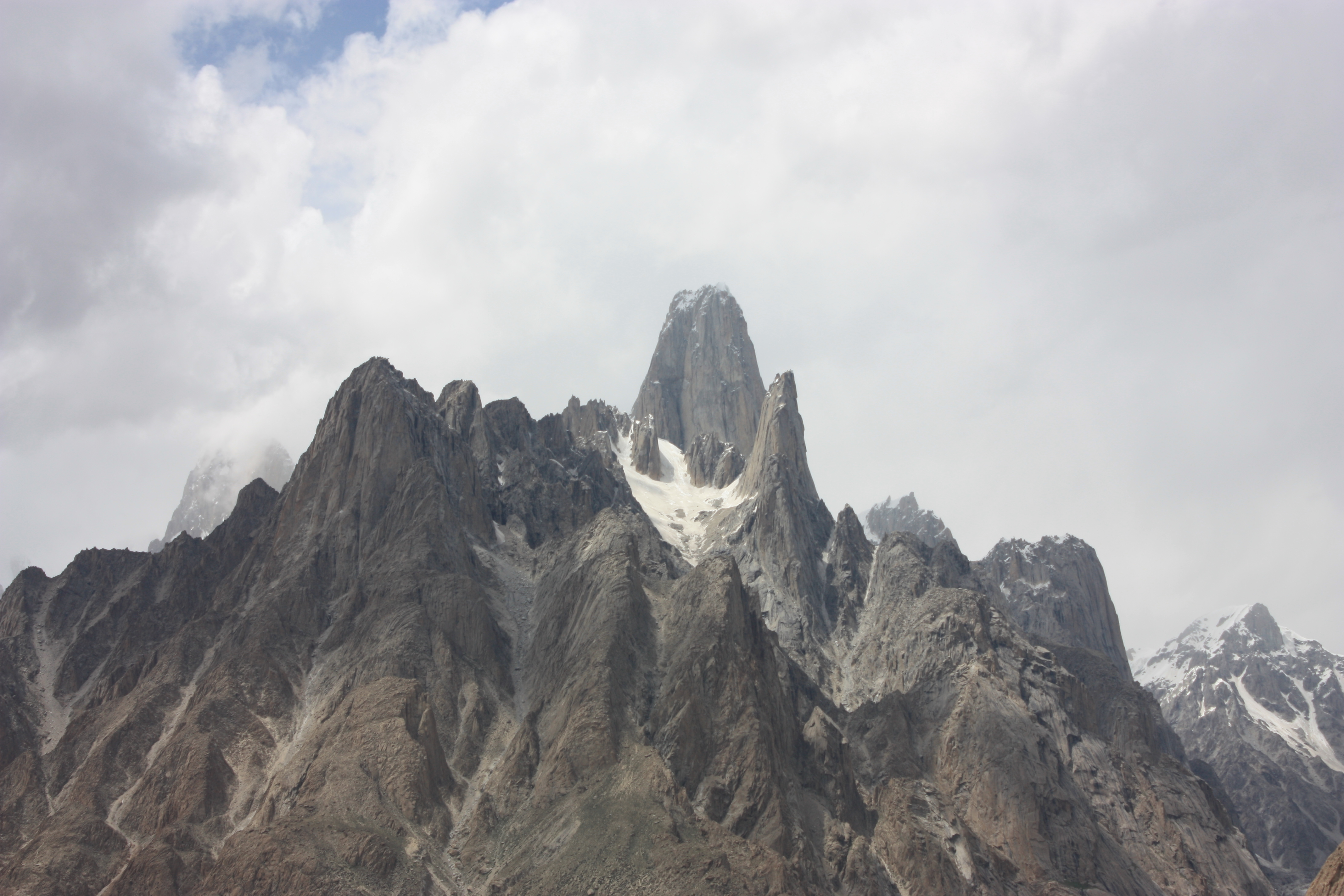
Uli Biaho Tower

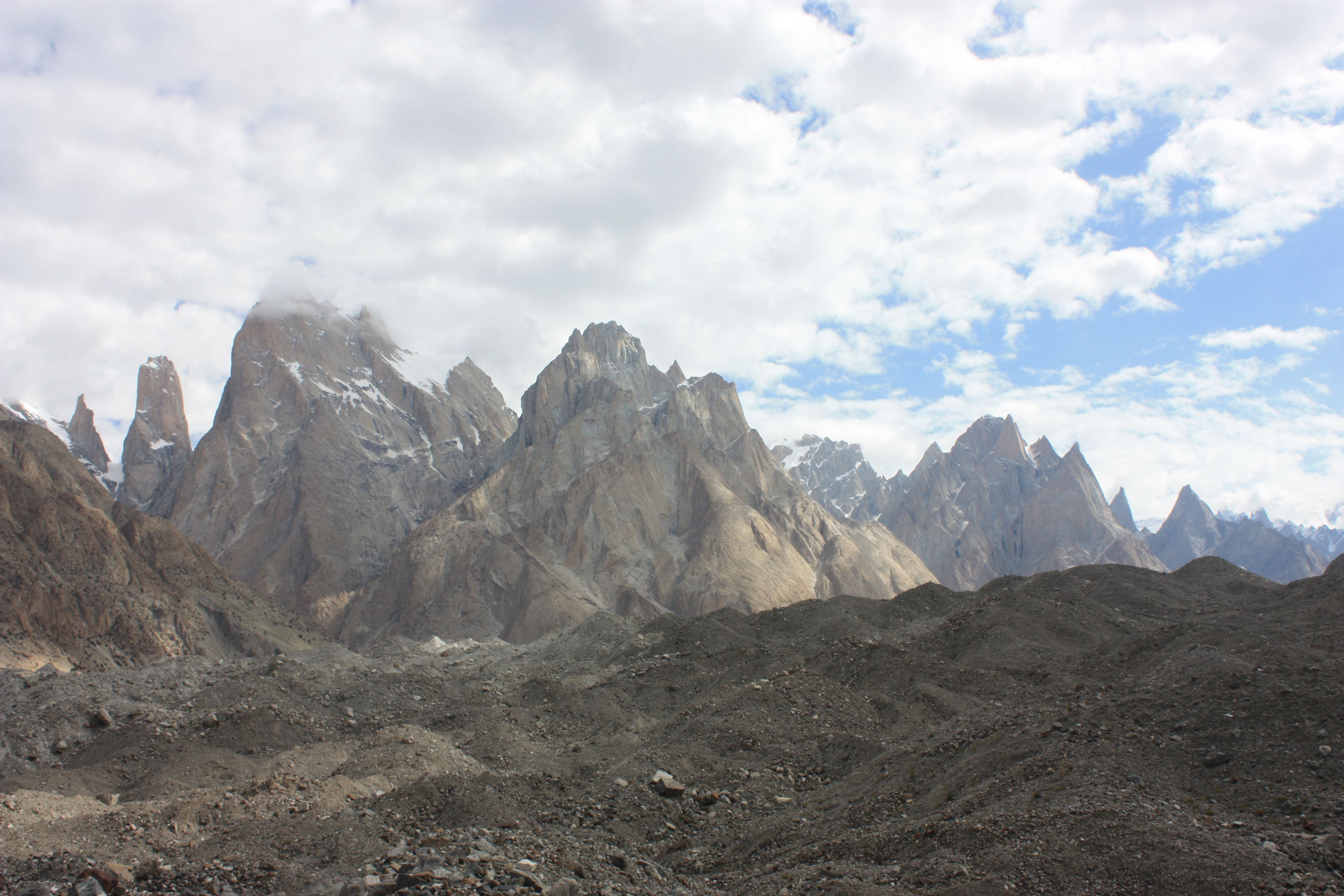
Trangotürme (links), Trango-Kathedrale (Mitte) und zweite Kathedrale (rechts)

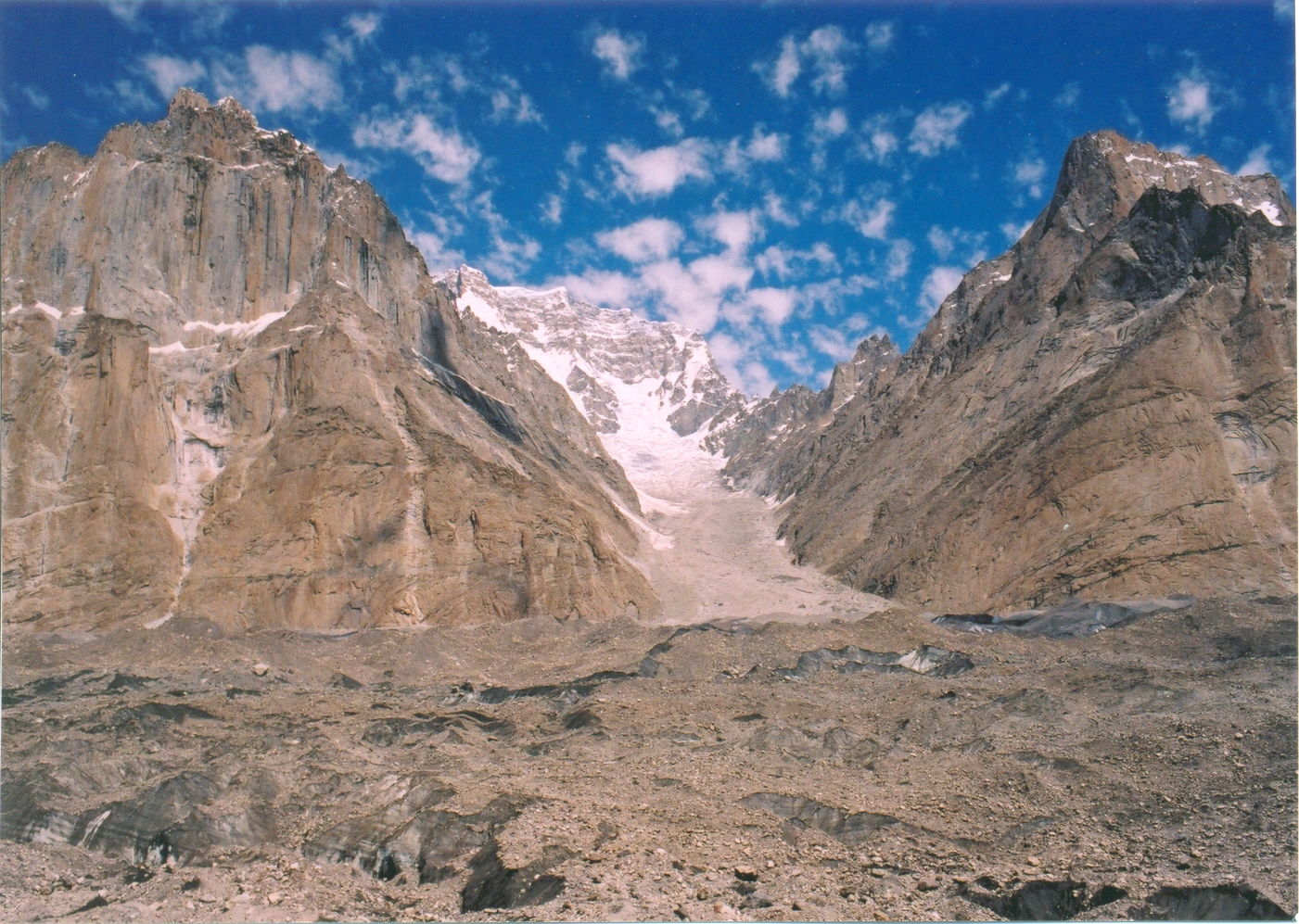
Biale

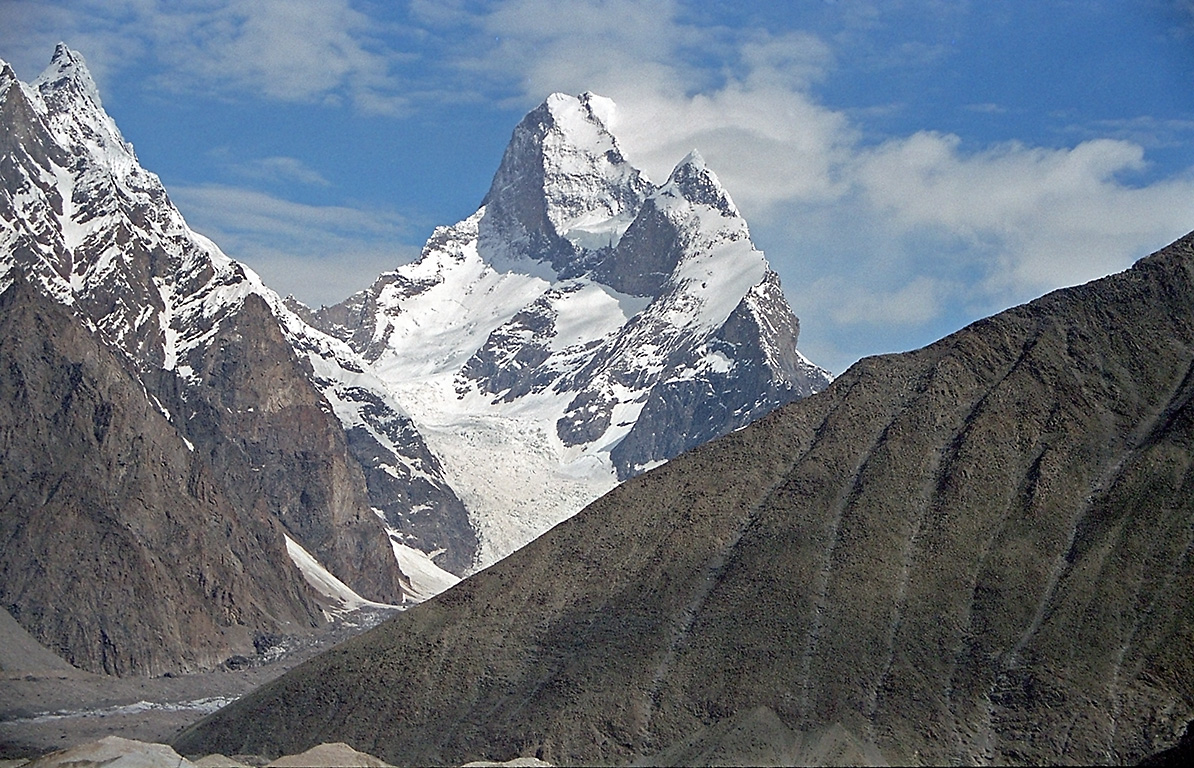
Muztagh Tower

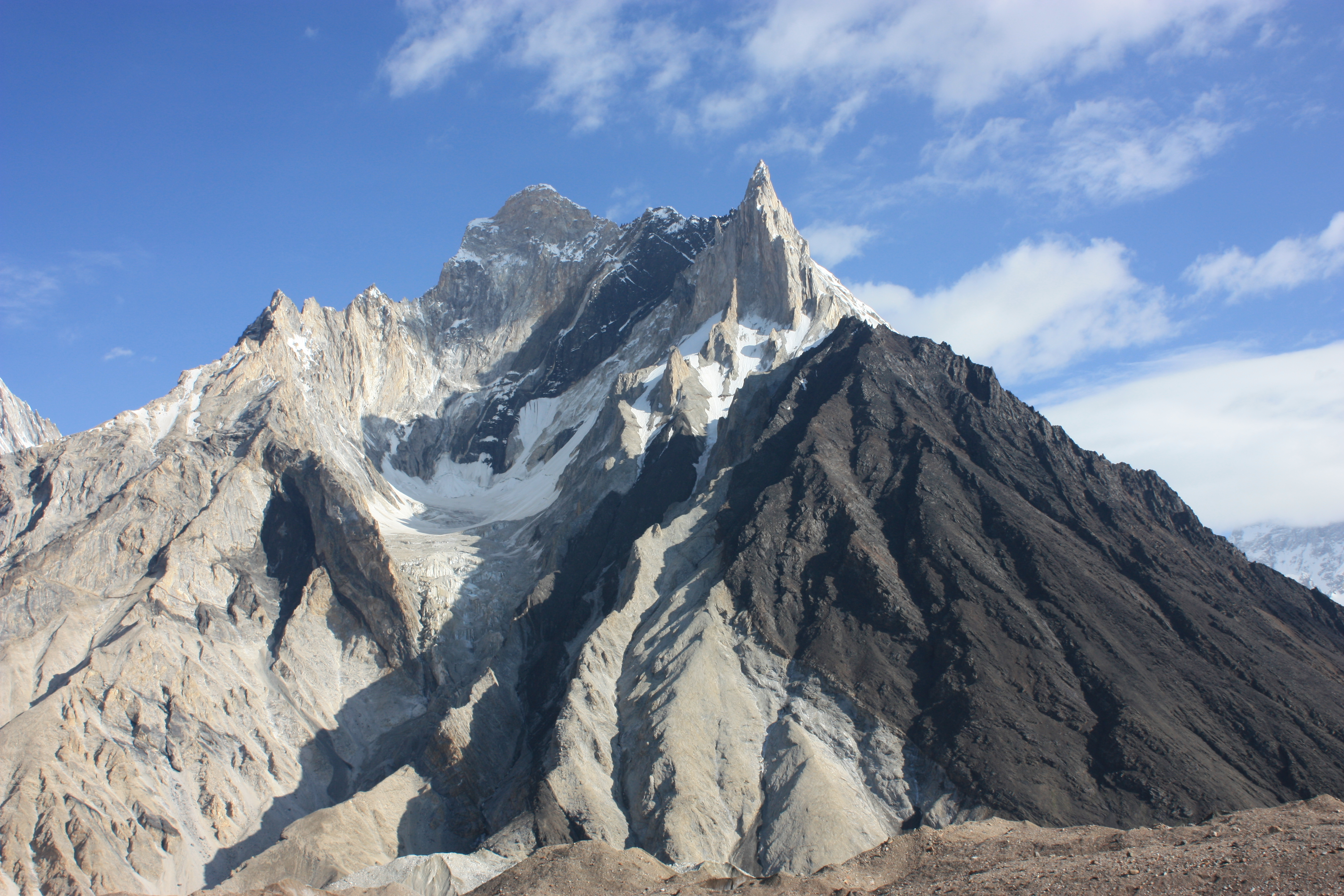
Marble Peak, Nordwestecke des Concordiaplatz

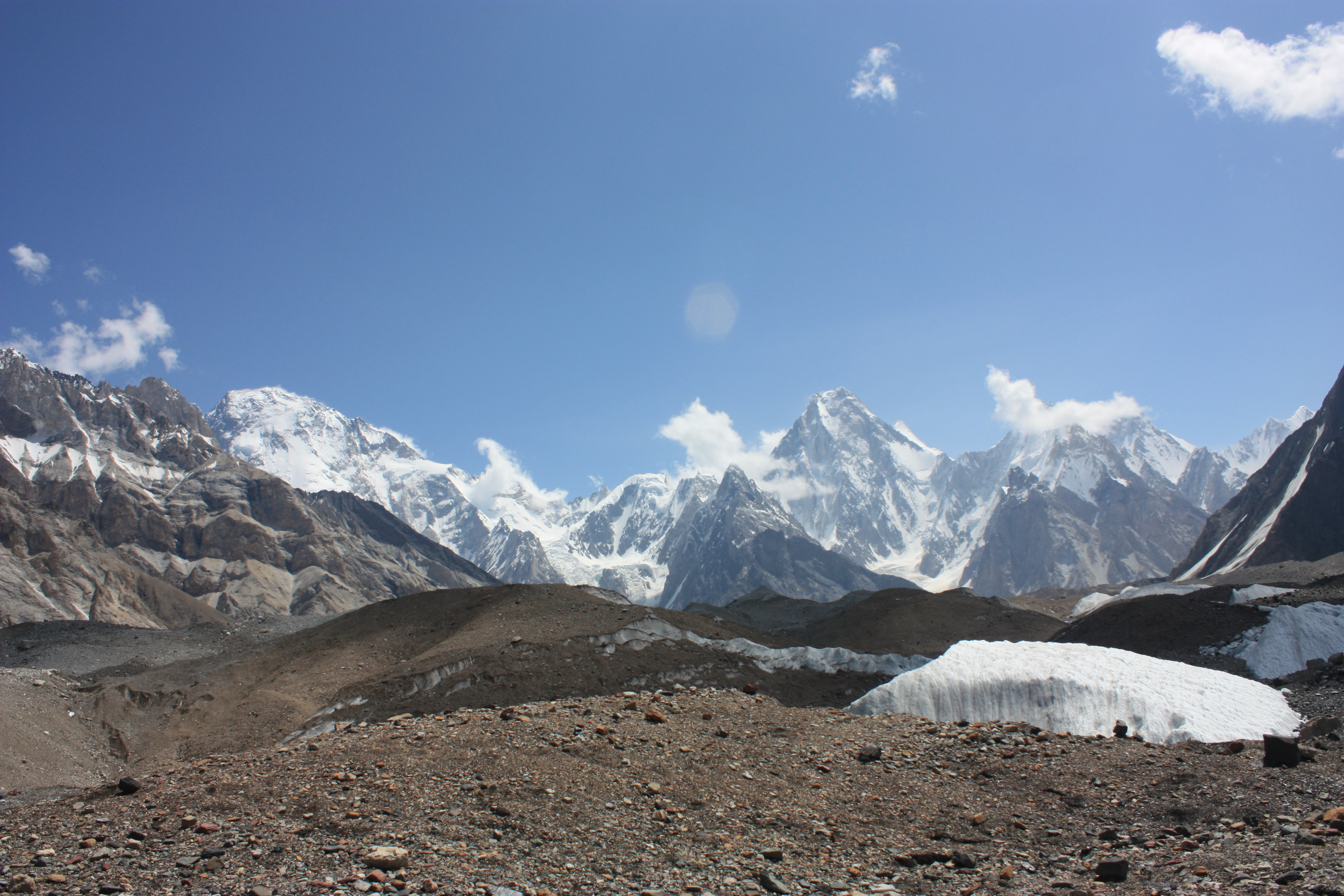
Broad Peak (links) und Gasherbrum IV

Die Pajiu-Gruppe bildet den westlichen Eckpunkt des Baltoro Muztagh. Sie grenzt im Süden an den Braldu, den Abfluss des Baltorogletschers, und im Westen an den Panmahgletscher und dessen Abfluss zum Braldu. Nördlich der Pajiu-Gruppe fließt der Chiringgletscher nach Osten zum Nobande-Sobande-Gletscher, dem östlichen Arm des Panmahgletschers. Zwischen Chiringgletscher und Sarpo-Laggo-Gletscher auf der Nordostseite liegt der Westliche Muztagh-Pass, der die Grenze der beiden Hauptketten Panmah Muztagh im Norden und Baltoro Muztagh im Süden markiert.
An die Paiju-Gruppe schließen sich weitere Berggruppen an, die durch von Norden nach Süden fließende Seitengletscher des Baltorogletschers abgegrenzt werden. Der Trangogletscher liegt zwischen Paiju- und Trango-Gruppe. Nach Osten folgen der Dungegletscher und der Biale (6772 m) sowie der Muztaghgletscher, an dessen Nordende der Östliche Muztagh-Pass einen möglichen Übergang zum Sarpo-Laggo-Gletscher bietet. Der Muztagh Tower (7276 m) liegt zwischen Muztagh- und Biangegletscher. Östlich des Biangegletschers liegen die Berge der Savio-Gruppe mit dem Skil Brum (7410 m). Nordöstlich dieser Gruppe liegt als höchster Berg des gesamten Karakorum der K2. Im Nordwesten des K2 und damit nicht auf dem Karakorum-Hauptkamm liegen die Berge der Chongtar-Gruppe. Im Nordosten des K2 liegt der Skyang Kangri (7545 m), der den nordöstlichen Eckpfeiler des Baltoro Muztagh darstellt. Die Kette wendet sich nach Süden. Es folgen der Broad Peak (8051 m) und die weiteren Bergen der Gasherbrum-Gruppe. An den Urdok-Kamm, den Südostgrat des Gasherbrum I schließt sich der Sia Kangri als südöstlicher Endpunkt des Baltoro-Muztagh an. Weil die Südostseite des Sia Kangri den Siachengletscher nährt, wurde der Berg auch zum Siachen Muztagh gezählt.
Am Sia Kangri ist das Baltoro Muztagh mit drei weiteren Gebirgszügen des Karakorum verbunden. Nördlich des Sia Kangri liegt der Indira Col, auf dessen Ostseite die Hauptkette des Karakorums im Siachen Muztagh fortgeführt wird. Im Westen liegt der Conway-Sattel zwischen Sia Kangri und Baltoro Kangri, der zu den Masherbrum-Bergen zählt. Der Sia La im Süden des Sia Kangri verbindet die Saltoro-Berge mit dem Baltoro Muztagh. Zwischen Sia La und Conway-Sattel liegt das Nährgebiet des Kondusgletschers. Dessen Tal trennt die Saltoro- von den Masherbrum-Bergen. Beide Ketten zählen zum sogenannten kleinen Karakorum.
Zwischen Broad Peak im Südosten und K2 und Savioa-Gruppe im Norden und Westen fließt der Godwin-Austen-Gletscher nach Süden, der sich am Concordiaplatz mit dem von Süden kommenden Oberen Baltorogletscher zum Baltorogletscher vereint. Der Obere Baltorogletscher und sein südöstlicher Zufluss, der Abruzzigletscher, trennen die Berge der Gasherbrum-Gruppe von den Masherbrum-Bergen.
Auf der Nordseite des Baltoro Muztagh fließt östlich des Sarpo-Laggo-Gletschers der K2-Gletscher von diesem Berg aus Richtung Norden. Sein Abfluss mündet in den Abfluss des Sarpo-Laggo und schließlich in den Shaksgam-Fluss. Auf der Ostseite fließen der Nördliche Gasherbrumgletscher, der Urdokgletscher sowie der Sagangletscher in nordöstliche Richtung zum Shaksgamtal.

## Berge

### Liste
| Rang | im Karakorum | in Asien | Berg                              | Höhe   |  | Schartenhöhe | Bezug         |
| ---- | ------------ | -------- | --------------------------------- | ------ |  | ------------ | ------------- |
| 1.   | 1.           | 2.       | K2                                | 8611 m |  | 4017 m       | Mount Everest |
| 2.   | 2.           | 11.      | Gasherbrum I (Hidden Peak)        | 8080 m |  | 2155 m       | K2            |
| 3.   | 3.           | 12.      | Broad Peak                        | 8051 m |  | 1701 m       | G I           |
| 4.   | 4.           | 13.      | Gasherbrum II                     | 8034 m |  | 1523 m       | G I           |
| 5.   | 5.           | 17.      | Gasherbrum IV                     | 7932 m |  | 712 m        | G II          |
| 6.   |              | 43.      | Skyang Kangri                     | 7545 m |  | 1085 m       | K2            |
| 7.   |              | 64.      | Skil Brum                         | 7410 m |  | 1152 m       | K2            |
| 8.   | .            | 114.     | Chongtar Kangri                   | 7315 m |  | 1295 m       | K2            |
| 9.   | .            | 129.     | Muztagh Tower                     | 7276 m |  | 1710 m       | K2            |
| 10.  | .            | 168.     | Gasherbrum V                      | 7147 m |  | 654 m        | G IV          |
| 11.  | .            | 124.     | Praqpa Kangri                     | 7134 m |  | 668 m        | Skil Brum     |
| 12.  | .            | .        | Gasherbrum VI                     | 6979 m |  | 529 m        | Gasherbrum V  |
| 13.  |              | 191.     | Nakpo Kangri I                    | 6956 m |  | 690 m        | Gasherbrum II |
| 14.  |              | 207.     | Marpophong Kangri I (Kra Bass Ri) | 6928 m |  | 865 m        | Broad Peak    |
| 15.  |              | .        | Biale Kangri                      | 6772 m |  | 1068 m       | Karpogo Sar I |
| 16.  |              | 316.     | Choricho                          | 6769 m |  | 1329 m       | Karpogo Sar I |

### Legende
- Rang: Rang, den der Berg im Baltoro Muztagh einnimmt.
- im Karakorum: Rang, den der Berg im Karakorum einnimmt.
- in Asien: Rang, den der Berg in Asien einnimmt.
- Berg Name des Berges.
- Höhe: Höhe des Berges in Metern.
- Schartenhöhe: Höhendifferenz bis zur nächsten Einschartung von der aus ein höherer Berg erreicht werden kann.
- Bezug: Bezugsberg (Parent Mountain) für die Schartenhöhe, angegeben ist der Prominence Master (der nächsthöhere Berg nach der Einschartung, der zugleich eine größere Schartenhöhe hat).

### Weitere bekannte Berge und Gipfel
Die Auflistung weiterer Berge ist ohne Anspruch auf Vollständigkeit.
- Thyor (6745 m)
- Kruksum (6617 m)
- Paiju Peak (6610 m)
- Trango Ri (6363 m)
- Großer Trango-Turm (6287 m)
- Marble Peak (6256 m)
- Nameless Trango Tower (6251 m)
- Uli Biaho Tower (6109 m)